# Баптистская церковь Вестборо
Баптистская церковь Вестборо (англ. Westboro Baptist Church, сокр. WBC) — американская религиозная организация, известная своими враждебными публичными выступлениями против различных групп населения, особенно против гомосексуальных и трансгендерных людей, а также резкой критикой других религий, в том числе католицизма, православия, ислама, иудаизма. Община также критикует американских политиков и военных. Это широко известная группа ненависти, находящаяся под наблюдением «Антидиффамационной лиги» и Southern Poverty Law Center. Эта церковь участвовала в акциях против гомосексуалов как минимум с 1991 года, когда её члены попытались с применением силы прекратить мероприятие сторонников однополых отношений, проходившее в шести кварталах к северо-западу от здания этой церкви, в Гейдж-парке (англ. Gage Park). В дальнейшем Баптистская церковь Вестборо устраивала антигомосексуальные протесты на похоронах военных и известных людей, и на других публичных мероприятиях. Другие протестные акции были направлены против евреев и католиков; на некоторых члены WBC топтали флаг США или вывешивали его перевёрнутым, скандировали лозунги вроде «слава Богу, солдаты мертвы» (англ. thank God for dead soldiers), «Бог взорвал войска» (God blew up the troops), «благодарим Бога за 11 сентября» (thank God for 9/11) и «Бог ненавидит Америку» (God hates America). Баптистскую церковь Вестборо несколько раз обвиняли в «промывании мозгов» и критиковали за схожесть с тоталитарными сектами.
Главный офис WBC расположен в жилом районе в западной части города Топика штата Канзас, в пяти километрах от Капитолия штата. Первая открытая служба состоялась там 27 ноября 1955 года во второй половине дня. Основатель Баптистской церкви Вестборо Фред Фелпс возглавлял её вплоть до своей смерти в марте 2014 года. После смерти основателя организация не имеет определённого постоянного лидера; некоторые её члены говорят, что так уже было некоторое время до смерти Фелпса. Большинство в WBC составляют члены расширенной семьи Фреда Фелпса; в 2011 году они заявили, что в организации около 40 членов.
В плане вероучения Баптистская церковь Вестборо обособлена и не относится ни к одной из деноминаций баптизма; её члены идентифицируют себя как «примитивных баптистов» (англ. Primitive Baptists) и заявляют о приверженности пяти принципам (англ. five points) кальвинизма. Многие другие баптистские религиозные организации, в том числе «Всемирный союз баптистов» и «Южная баптистская конвенция», на протяжении многих лет не признают и осуждают WBC. Некоторые другие крупные христианские деноминации отрицательно относятся к методам деятельности Баптистской церкви Вестборо.

## История

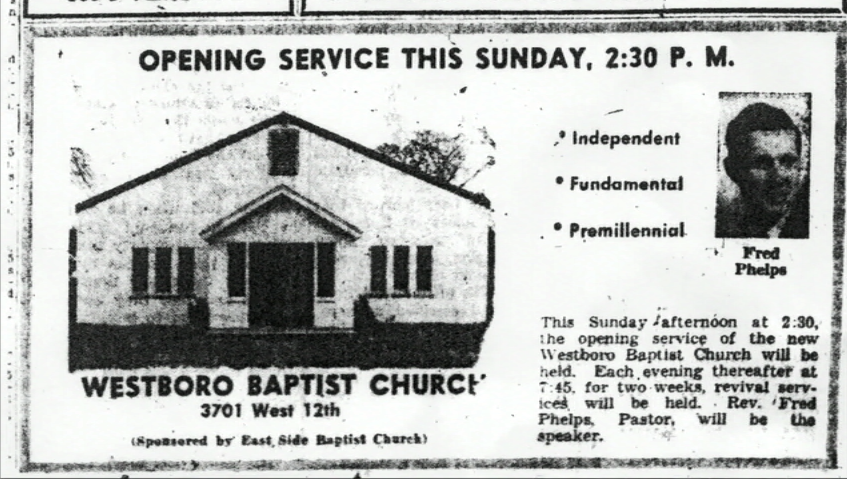
Объявление об открытии WBC в журнале, 1955 г.

Баптистская церковь Вестборо была создана как подразделение Баптистской церкви Восточной части (англ. East Side Baptist Church), основанной в 1931 году в восточной части города Топика. В 1954 году Баптистская церковь Восточной части наняла Фреда Фелпса на должность помощника пастора, а потом повысила в должности, сделав пастором дочерней церкви, которая была открыта в 1955 году в западной части Топики и получила название Westboro Baptist. Но вскоре после этого Фелпс разорвал отношения с Баптистской церковью Восточной части, сделав возглавляемую им Баптистскую церковь Вестборо полностью самостоятельной религиозной организацией.
В 1991 году Баптистская церковь Вестборо начала проводить пикеты в Гейдж-парке в Топике, заявив, что этот парк стал притоном для анонимных гомосексуалов. На протяжении последующих трёх лет члены церкви расширили свою протестную деятельность, проведя множество акций в других местах города, а затем и страны. В 1994 году Фелпс заявил, что негативная реакция на организованные им пикеты только подтверждает его правоту.
20 августа 1995 года самодельное взрывное устройство сработало около дома Ширли Фелпс-Ропер (англ. Shirley Phelps-Roper), дочери Фреда Фелпса. В результате никто не пострадал, но был повреждён припаркованный около дома внедорожник, а также забор и часть дома. В 1996 году по подозрению в причастности к этому взрыву были арестованы двое мужчин, оба признали свою вину, но заявили, что перепутали дома, а на самом деле хотели взорвать дом Фреда Фелпса с целью отомстить Баптистской церкви Вестборо за антигейские протесты в Университете Уошберна. Один из бомбистов был за это приговорён к 16 дням тюремного заключения, а также к штрафу в 1751 $ и 100 часам общественных работ[страница не указана 1663 дня].
Фред Фелпс умер естественной смертью незадолго до полуночи 19 марта 2014 года. Его дочь Ширли сказала, что панихиды по отцу не будет, потому что Баптистская церковь Вестборо «не служит по умершим» (англ. does not «worship the dead»).

## Протестная активность
WBC проводит пикеты примерно в шести местах в день, во многих местах в городе Топика и в некоторых за городом. По воскресеньям бывает до 15 пикетов в разных местах. По их собственным подсчётам, члены WBC проводили пикеты во всех 50 штатах США.
Эти баптисты-демонстранты предпочитают проводить свои акции на похоронах геев, ставших жертвами убийц или травли за сексуальную ориентацию (англ. gay bashing), а также людей, умерших от СПИДа или вызванных им осложнений. Другими объектами деятельности могут быть самые разные массовые мероприятия, прямо или косвенно связанные с гомосексуальностью: например, соревнования по американскому футболу с участием «Канзас-Сити Чифс» или концерты некоторых исполнителей популярной музыки. В марте 2009 года Баптистская церковь Вестборо заявила, что всего с 1991 года она провела более 41 тысячи акций протеста в более чем 650 городах. По оценке одного из последователей WBC, она тратит 250 000 долларов в год на организацию пикетов.
Эти пикеты не всегда проходили в рамках закона, и повлекли несколько судебных процессов. Так, в 1995 году Бенджамин Фелпс (Benjamin Phelps), старший внук Фреда Фелпса, был осуждён за угрозу насилием и нарушение общественного порядка после плевка в лицо прохожему на пикете. Но были и случаи, когда Баптистская церковь Ветборо выигрывала суды. В их числе — несколько исков к властям города Топика и округа Шони касательно их попыток предотвратить пикеты или помешать их проведению; в итоге WBC получила около двухсот тысяч долларов в счёт компенсации судебных издержек и оплаты адвокатов. В 2004 году старшая дочь Фреда Фелпса, Мэрджи Фелпс (Margie Phelps), и её сын Джейкоб (Jacob) были арестованы за незаконное проникновение, нарушение общественного порядка и неповиновение сотруднику полиции после того, как они предприняли попытку проведения акции протеста и проигнорировали распоряжение полицейского.
В ответ на пикетирование похоронных процессий был принят закон штата Канзас, запрещающий проведение акций протеста на погребальных мероприятиях. Однако Баптистская церковь Вестборо не подчинилась, и осенью 2007 года устроила пикет на похоронах военнослужащего Корпуса морской пехоты. Отец покойного подал иск против пикетчиков, и на первом суде выиграл пять миллионов долларов в качестве компенсации ущерба. Но это решение было успешно обжаловано в Апелляционный суд четвёртого округа США, а затем и Верховный суд оказался на стороне протестантов, приняв знаковое решение по делу «Снайдер против Фелпса» (англ. Snyder v. Phelps). В июне 2007 года Ширли Фелпс-Ропер была арестована в штате Небраска по обвинению в совершении правонарушения руками несовершеннолетнего исполнителя (англ. contributing to the delinquency of a minor). Её вину нашли в том, что она во время демонстрации она позволила своему десятилетнему сыну наступить на флаг США, что является нарушением закона штата Небраска. Защита настаивала, что это действие ребёнка было реализацией свободы слова, и что закон штата, запрещающий это, неконституционен. Обвинение утверждало, что целью этого демонстративного действия было не публичное выступление с политической речью, а подстрекательство к насилию, и что деяние Ширли Фелпс-Ропер можно также квалифицировать как насилие над ребёнком. Однако позднее обвинитель отказался от обвинений против Фелпс-Ропер.
В двух случаях Баптистская церковь Вестборо получила эфирное время на радио в обмен на отказ от проведения ранее объявленной акции протеста.

### Акции протеста против гомосексуалов
Члены Баптистской церкви Вестборо стали персонажами документального фильма режиссёра Луи Теру (англ. Louis Theroux), когда пикетировали магазин бытовой техники из-за того, что в нём продавались шведские пылесосы — а покупку этих пылесосов пикетчики посчитали поддержкой ЛГБТ, потому что власти Швеции преследовали Окё Грина (англ. Åke Green) — христианского пастора, критиковавшего гомосексуальность.

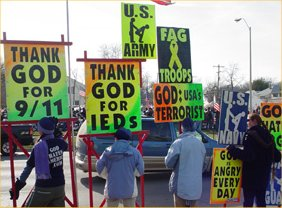
Пикет в Топике, с групповым подписанием разноцветных плакатов.

WBC пикетировала или угрожала пикетировать постановку пьесы Проект Ларами (англ. The Laramie Project), сюжетом которой было убийство Мэттью Шепарда (на похоронах Мэттью Шепарда WBC также устраивала пикет).
25 января 2004 года Фелпс устроил пикеты около пяти храмов (трёх католических и двух епископальных), а также у дома правосудия штата Айова за то, что все они, по мнению Фелпса, способствовали легитимизации однополых браков в этом штате. Реакцией на это стали ответные акции протеста и межрелигиозное богослужение в муниципальном конгресс-холле.
15 января 2006 года члены WBC протестовали против установки мемориала жертвам трагедии на шахте в Саго, заявляя, что она была отмщением Божьим Соединённым Штатам за их толерантность к гомосексуальности.
В 2016 году Баптистская церковь Вестборо с радостью отметила расстрел посетителей ночного гей-клуба в Орландо, где были убиты 49 и ранены 53 человека.

### Пикеты на похоронах
Баптистская церковь Вестборо стала известной на всю страну в 1998 году, когда CNN опубликовала репортаж о пикете на похоронах Мэттью Шепарда — молодого человека из города Ларами, который (предположительно, из-за его гомосексуальности) был до смерти избит двумя мужчинами. С тех пор WBC не раз привлекала к себе внимание пикетированием похорон
В июле 2005 года Баптистская церковь Вестборо объявила о намерении пикетировать панихиду по Кэрри Френч (Carrie French) в городе Бойсе штата Айдахо. Кэрри Френч служила специалистом по боеприпасам в 145-м батальоне снабжения (англ. 145th Support Battalion) 116-й боевой бригады (англ. 116th Brigade Combat Team) армии США и была убита 5 июня того же года в городе Киркук на севере Ирака. Фред Фелпс на это сказал: «К тому, что случилось на этой войне, мы относимся как к Божьей каре; Господь наказывает эту злую нацию за то, что она презрела все нравственные императивы, и теперь ей грош цена».
В 2006 в городе Уэстминстер штата Мэриленд был пикет на похоронах морпеха Мэттью Снайдера (Matthew Snyder), также погибшего в Ираке. Участники держали плакаты с лозунгами вроде «Бог ненавидит гомиков» (англ. God hates fags) и «Благодарим Бога за мёртвых солдат» (Thank God for dead soldiers). Последующий судебный процесс по иску отца покойного, Альберта Снайдера (Albert Snyder) завершился тем, что Верховный суд США восемью голосами против одного принял решение в пользу WBC, решив, что этот пикет был проявлением свободы слова и самовыражения, защищённой в США (англ. Freedom of speech in the United States).
2 февраля 2008 года WBC устроила пикет в Солт-Лейк-Сити на похоронах лидера другой религиозной организации — а именно бывшего президента Церкви Иисуса Христа Святых последних дней Гордона Хинкли — назвав того лжецом и лжепророков, вводящим людей в заблуждение, а также обвинив в слишком терпимом отношении к гомосексуальности. Полиция затруднялась определить, есть ли в этом нарушение границ охраняемой законом свободы слова.
Был пикет и на похоронах певца Майкла Джексона, умершего 25 июня 2009 года. По этому поводу члены Баптистской церкви Вестборо исполняли песню «God Hates the World» (Бог ненавидит мир) — переделку джексоновского благотворительного сингла (англ. charity single) «We Are the World» (Мы — это мир).
В мае 2010 в Лос-Анджелесе устроили подобный пикет на похоронах хеви-метал вокалиста Ронни Джеймса Дио, утверждая, что тот служил Сатане. Вдова Дио просила гостей игнорировать этот протест: «Ронни ненавидит предвзятость и насилие. Нам нужно подставить другую щёку этим людям, которые только и знают, как ненавидеть кого-нибудь, о ком они ничего не знают. Мы же знаем, как любить того, кого мы знаем».
В январе 2011 года Баптистская церковь Вестборо объявила, что собирается пикетировать похороны девятилетней девочки Кристины Грин (Christina Green), ставшей жертвой покушения на Габриэль Гиффордс (самой Гиффордс удалось выжить). В ответ штат Аризона принял срочный акт (англ. emergency bill), запрещающий проведение акций протеста ближе 100 метров от похоронной процессии, а жители Тусона планировали отгородить ей от протестующих. В итоге Вестборо отказалась проводить этот пикет во время памятной церемонии в Аризонском университете в обмен на предоставление эфирного времени на радио в ток-шоу. Как сообщило руководство этого университета, после завершения церемонии четверо пикетчиков от WBC там всё-таки появились, но против них собралось от 700 до 1200 студентов.
Джоэл Фелпс (Jael Phelps) в интервью Луи Теру в его фильме «Самая ненавистная семья Америки в кризисе» (англ. America's Most Hated Family in Crisis) объясняла, что она и другие члены WBC устроили пикет на похоронах жены мусульманина лишь потому, что неделей раньше он увидел, как они публично сжигали Коран, и отругал их за это.
5 октября 2011 года дочь Мэрджи Фелпс написала в Twitter, что церковь устроит пикет на похоронах основателя корпорации Apple Стива Джобса. CBS News и The Washington Post тогда с иронией заметили, что Мэрджи отправила этот сообщение с iPhone, созданного компанией Стива Джобса.
16 декабря 2012 года WBC заявила о пикетировании похорон жертв массового убийства в школе «Сэнди-Хук».
15 апреля 2013 года церковь опубликовала в Твиттере пресс-релиз, в котором благодарила Бога за произошедшие в тот день взрывы на Бостонском марафоне и сообщила о намерении пикетировать и похороны жертв этого теракта. Тогда федеральные власти США уже признали произошедшее террористическим актом, но ещё не были уверены, явилось ли это актом международного терроризма или внутреннего. WBC «ответила на вопрос» сообщением: «Подсказка: БОГ ПОСЛАЛ БОМБЫ! А сколькими ещё ужасными путями ГОСПОДЬ будет калечить и убивать ваших соотечественников, потому что вы настойчиво требуете этого мерзкого гомо-брака, обрекающего нацию?!». К утру следующего дня около 4000 человек на сайте обращений We the People подписали петицию с требованием запретить подобные религиозные демонстрации протеста на похоронах жертв трагедий. А в Твиттер-аккаунте, связанном с группой хактивистов «Анонимус» появилось сообщение, что руководители церкви станут целью кибератак, если устроят пикет на похоронах. Однако 20 мая того же года WBC восхваляла Бога за торнадо в Муре и устроила очередную акцию на похоронах его жертв.
В марте 2015 года WBC намеревалась устроить пикет на похоронах актёра Леонарда Нимого, но не смогла найти место проведения церемонии.
18 июня 2016 года члены церкви попытались провести демонстрацию после стрельбы в гей-клубе в Орландо, но около 200 человек заблокировали пикетчиков и не дали им осуществить задуманное.

### Протесты против еврейских организаций

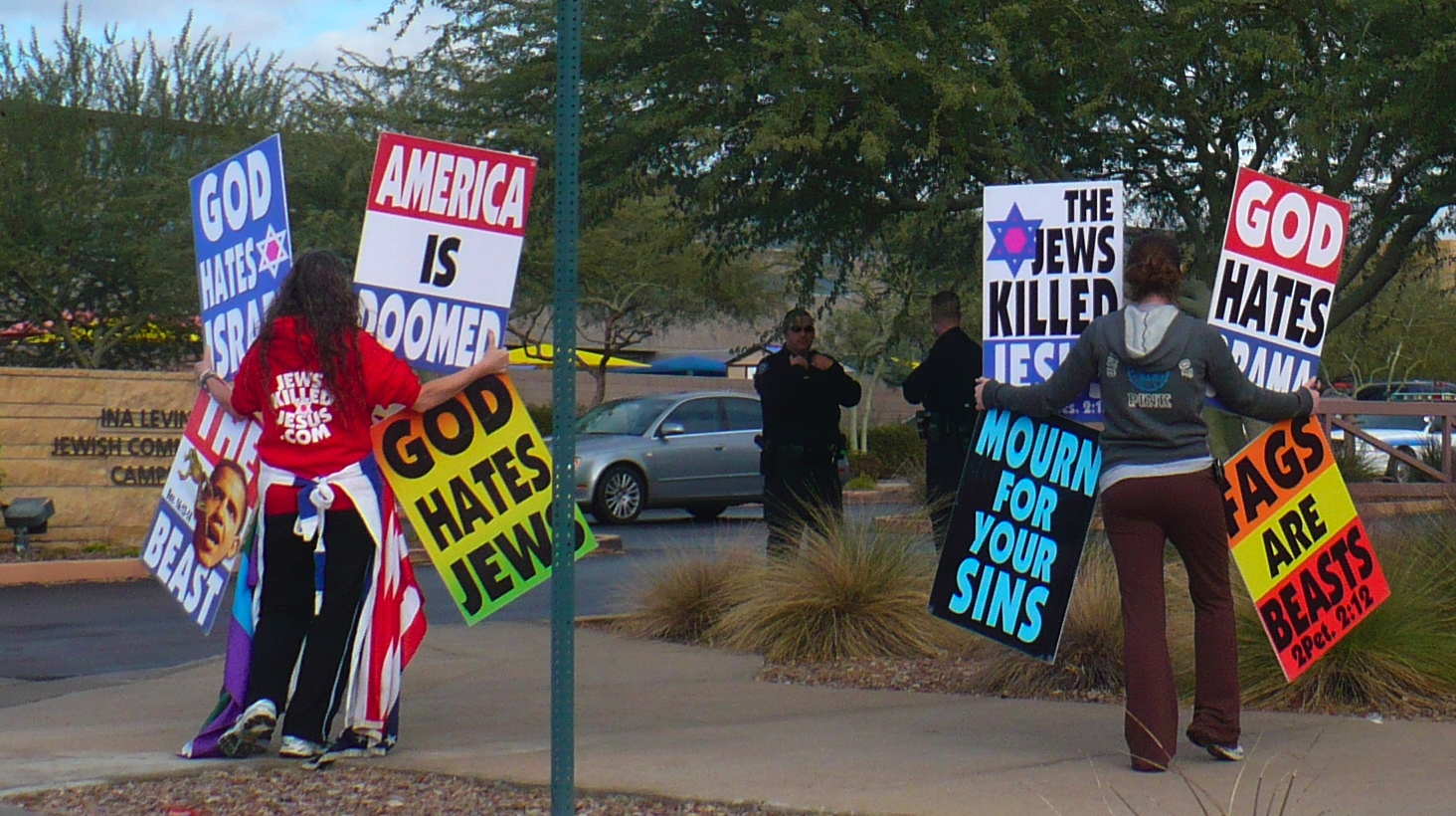
Демонстрация протеста против евреев, организованная WBC.

В 1996 году Фред Фелпс возглавил демонстрацию протеста около Мемориального музея Холокоста в Вашингтоне, провозгласив, что

За какое бы правое дело ни были еврейские жертвы нацистского Холокоста 1930-х — 1940-х годов (вероятно, их число было незначительным по сравнению [с числом жертв] еврейских Холокостов против чернокожих на среднем переходе [треугольной торговли], афроамериканцев и христиан — включая кровавое преследование Баптистской церкви Вестборо евреями Топики в 1990-х годах), оно тонет в содомитском семени. Американские налогоплательщики финансируют этот нечестивый монумент иудейской лживости и жадности, и мерзкой похоти педиков. Гомосексуалы и евреи доминировали в нацистской Германии … А теперь евреи удивляются, что эта презренная земля поражена нравственной и духовной слепотой — справедливым божественным ударом … А евреев Бог покарал определённым особым сумасшествием … Евреи, до такой степени развращённые, с непропорциональной их количеству энергичностью продвигают воинственную содомитскую повестку дня… Евреи — вот кто настоящие нацисты.
Оригинальный текст (англ.)Whatever righteous cause the Jewish victims of the 1930s–40s Nazi Holocaust had (probably minuscule, compared to the Jewish Holocausts against Middle Passage Blacks, African Americans and Christians—including the bloody persecution of Westboro Baptist Church by Topeka Jews in the 1990s), has been drowned in sodomite semen. American taxpayers are financing this unholy monument to Jewish mendacity and greed and to filthy fag lust. Homosexuals and Jews dominated Nazi Germany ... The Jews now wander the earth despised, smitten with moral and spiritual blindness by a divine judicial stroke ... And God has smitten Jews with a certain unique madness ... Jews, thus perverted, out of all proportion to their numbers energize the militant sodomite agenda... Jews are the real Nazis.

WBC присутствовала на открытии мемориала жертвам Холокоста в Топике, скандируя лозунг «Бог ненавидит реформистский иудаизм».
8 мая 2009 года члены церкви протестовали в трёх еврейских местах Вашингтона: у офиса «Антидиффамационной лиги» (ADL), Мемориального музея Холокоста и крупнейшей в городе синагоги. Мерджи Фелпс, дочь пастора Фреда Фелпса, возглавляла протест, держа плакаты с лозунгами «Бог ненавидит Израиль», «Евреи убили Иисуса», «Америка обречена», «Израиль обречён» и «ADL Jew Bullies». Вероятно, эти демонстрации были только частью задуманной Баптистской церковью Вестборо протестной кампании, в ходе которой планировалось провести пикеты около еврейских организаций в Омахе, Сент-Луисе, Южной Флориде и Провиденсе. Как сообщалось, эта религиозная группа опубликовала перечень предстоящих акций протеста с указанием мест и дат, а также с утверждением «Евреи убили Господа Иисуса».
Мерджи Фелпс в интервью сказала, что её церковь преследовала американских евреев потому что члены Баптистской церкви Вестборо в течение 19 лет «свидетельствовали» перед неевреями о том, что «Америка обречена», и что «Сейчас уже слишком поздно. Мы с ними всё сделали». Она также утверждала, что евреи — одни из самых горячих сторонников абортов и гомосексуальности. «Евреи претендуют на то, чтобы быть богоизбранным народом. Вы думаете, Бог собирается вечно смотреть сквозь пальцы на это?» — также сказала Фелпс, и, ссылаясь на Откровение Иоанна Богослова, сделала вывод, что все народы мира скоро пойдут на Израиль, и поведёт их президент Барак Обама, которого она назвала «Антихристом».

### Другие акции протеста
26 января 2008 года в городе Джэксонвилл (штат Северная Каролина), где расположена база морской пехоты Кэмп-Леджен, члены WBC устроили пикет по случаю недавно произошедшего там убийства Марии Лаутербах. Пятеро женщин протестовали, топча американский флаг и выкрикивая лозунги вроде «1,2,3,4, God Hates the Marine Corps» («Раз, два, три, четыре, Бог ненавидит Корпус морской пехоты»).
14 мая 2008 года, через два дня после мощного Сычуаньского землетрясения, унесшего жизни не менее семидесяти тысяч человек, WBC опубликовала пресс-релиз, в котором благодарила Бога за гибель множества людей в Китае, и просила Его «устроить ещё больше землетрясений и убить ещё многие тысячи дерзких и неблагодарных китайцев».
Большинство пролайферов избегали похорон врача Джорджа Тиллера, убитого 31 мая 2009 года в связи с производимыми им абортами на поздних сроках беременности. Эти похороны проходили в городе Уичито штата Канзас, в College Hill United Methodist Church; на них присутствовало около 900 гостей. 17 членов WBR прибыли туда, чтобы устроить очередной пикет на похоронах; полиция удерживала их на дистанции 150 метров от похоронной процессии. Протестующие держали плакаты с лозунгами «Бог послал стрелка», «Аборт — кровавое убийство» и «Детоубийца в аду».
29 мая 2011 года WBC намеревалась протестовать в Джоплине (Миссури) на поминальной службе по жертвам случившегося 22 мая торнадо, сравнявшего с землёй большую часть этого городка. На этой же церемонии выступал с речью Барак Обама, тогда президент США; возможно, протестная акция WBC была связана ещё и с этим, или только с этим. Но сотни местных жителей и приезжих, в том числе большая группа байкеров из Patriot Guard Riders, закрыли проход демонстрантам
Даже похороны одиннадцатилетнего мальчика Гарри Мозли (Harry Moseley), получившего 500 000 £ благотворительных взносов на оказавшееся безуспешным лечение опухоли головного мозга, вызвали критику Мерджи Фелпс. Пикета на этих похоронах не было, но всего через несколько часов после смерти мальчика Мерджи в Твиттере написала комментарий, что семья умершего не учила его «повиноваться Господу», чем причинила немалые душевные страдания скорбящим
19 декабря 2012 года WBC объявила о пикетировании похорон жертв массового убийства в начальной школе «Сэнди-Хук». «Анонимус» и ещё несколько групп активистов-общественников ответили на это организацией контр-пикета — «живой стены» из людей, которые не дали членам Баптистской церкви Вестборо подойти к семьям погибших. Члены WBC вскоре ушли оттуда, не проведя никакой акции протеста.

### Несостоявшиеся акции протеста
Известно довольно много случаев, когда Баптистская церковь Вестборо объявляла о проведении пикетов на похоронах и других «чувствительных» мероприятиях, или угрожала проведением протестных акций, но по непонятными причинам в действительности акцию не проводила. В качестве примеров можно привести похороны Наташи Ричардсон, Элизабет Тейлор, Райана Данна, Джо Патерно (англ. Joe Paterno), Роя Тисдейла (Roy Tisdale), убитого в Форт-Брэгге, Ярдли Лав (англ. Yeardley Love), Чарли и Бредена Пауэллов, Стива Джобса,, Уитни Хьюстон, Джорджа Джонса,Лу Рида,Пита Сигера, Майи Энджелоу, Роберта Шуллера (англ. Robert Schuller), гитариста группы Slayer Джеффа Ханнемана, Робина Уильямса и жертв обрушения моста I-35W через Миссисипи. Позднее Марджи Фелпс в «Твиттере» сообщала, что она проводила акцию протеста на похоронах Хьюстон и загрузила фотографию протестующих там членов WBC. Но репортёры газеты The Star-Ledger позднее сообщили, что никаких протестующих из WBC там не было, что позволяет подозревать подделку фотографии.

## Идеология

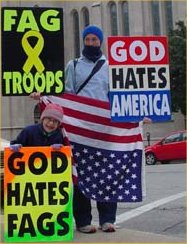
Член WBC с ребёнком протестует против гомосексуальности около Троицкой епископальной церкви (Trinity Episcopal Church). Талса, Оклахома, 23.10.2005

Баптистская церковь Вестборо рассматривает членство в большинстве других религиозных групп, включая Римско-Католическую церковь и все исламские организации, как что-то сходное со служением дьяволу, и утверждает, что другие церкви — это «сатанинские подделки, проповедующие арминианскую ложь».
Себя члены WBC идентифицируют как «баптистов старой школы» (англ. Old School Baptists) или «примитивных баптистов» (англ. Primitive Baptists) и утверждают, что исповедуют пять основных пунктов (англ. Five Points) доктрины кальвинизма:
1. Всеобщая греховность (англ. Total depravity)
2. Безусловное избрание (англ. Unconditional election)
3. Ограниченное искупление (англ. Limited atonement)
4. Непреодолимая благодать
5. Стойкость святых (англ. Perseverance of the saints)

Ребекка Баррет-Фокс (Rebecca Barrett-Fox), профессор Государственного университета Арканзаса (англ. Arkansas State University), которая занималась исследованием Баптистской церкви Вестборо и написала диссертацию на эту тему, охарактеризовала последователей Фреда Фелпса как «гиперкальвинистов».

### Цель акций протеста
В документальном фильме «Самая ненавистная семья в Америке» (англ. The Most Hated Family in America), снятом компанией BBC, режиссёр Луи Теру спрашивает Ширли Фелпс-Ропер, не думает ли она, что такие акции протеста, которые проводит Вестборо, оттолкнут людей от Слова Христа и Библии. На что она отвечает: «Это Вы так думаете, что наша работа — в том, чтобы привести души ко Христу. Но всё, что мы делаем, представая перед их лицом с плакатами с этими простыми словами — добиваемся, чтобы то, что уже есть в их сердце, вышло наружу через их уста» (англ. You think our job is to win souls to Christ. All we do, by getting in their face and putting these signs in front of them and these plain words, is make what's already in their heart come out of their mouth). Позднее в том же фильме Фелпс-Ропер соглашается, что те 200 000 долларов в год, которые церковь тратит на перелёты к местам проведения похорон для проведения там акций протеста, это деньги на распространение «Божьей ненависти».

### Отношение к гомосексуальности
Баптистская церковь Вестборо широко известна своей антигомосексуальной риторикой и создала множество интернет-сайтов вроде GodHatesFags.com и GodHatesAmerica.com с осуждением гомосексуальности.
Самый известный лозунг WBC — «Бог ненавидит гомиков» (англ. God Hates Fags); эта религиозная группа каждое трагическое событие в мире связывает с гомосексуальностью, особенно с растущей толерантностью общества к гомосексуальности и принятием так называемого гомосексуального плана, и считает, что Бог ненавидит гомосексуалов сильнее, чем любых других грешников, и что гомосексуальность должна караться смертью.
Столь резко отрицательное отношение к гомосексуальности отчасти основано на некоторых утверждениях Ветхого Завета, особенно Лев. 18:22 и Лев. 20:13, которые Баптистская церковь Вестборо трактует так, что гомосексуальное поведение — это мерзость, и что гомосексуалы должны быть преданы смерти.

### Отношение к другим религиям

#### К другим направлениям христианства
Баптистская церковь Вестборо критикует многие христианские деноминации, в основном по теологическим причинам.

##### К Католической церкви

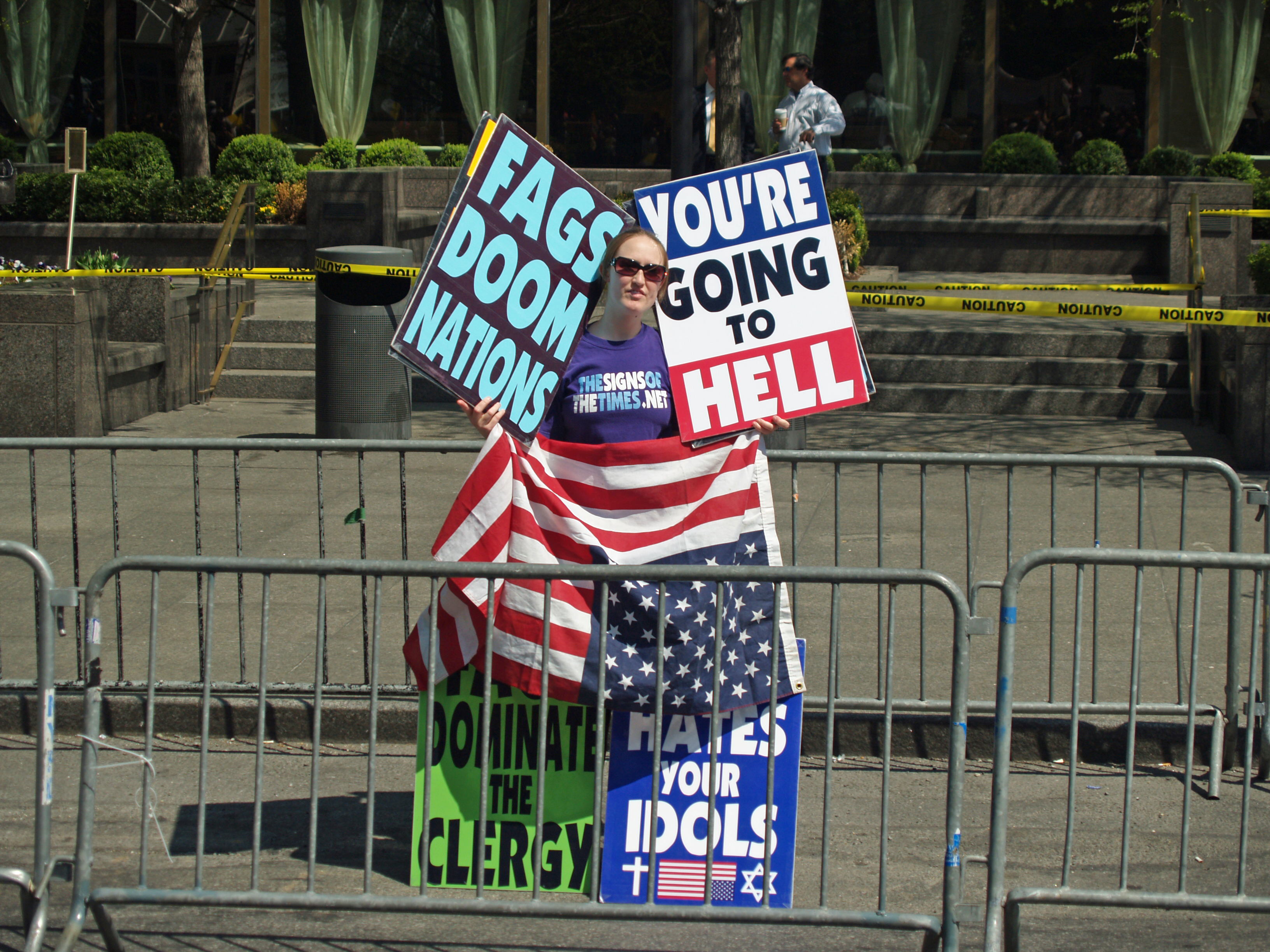
Акция протеста WBC против Бенедикта XVI у здания ООН в Нью-Йорке. 2008 г.

Баптистская церковь Вестборо называет католических священников «вампирами» и «Дракулами», обвиняя их в том, что они сосут семя из гениталий мальчиков, как вампиры высасывают кровь из своих жертв. Кроме того, WBC называла римского папу Бенедикта XVI «крёстным отцом педофилов» и «извращённым папой». Во время его визита в Нью-Йорк в апреле 2008 года WBC провела акцию протеста.
Баптистская церковь Вестборо также создала веб-сайт «Priests Rape Boys» («Священники насилуют мальчишек») с критикой Римско-Католической церкви в связи со скандалом вокруг сексуальных домогательств. Там, в частности, говорилось: «Каждый раз, когда кто-то даёт сколь-нибудь денег Католической церкви — он платит зарплату насильникам-педофилам».
WBC описывает Римско-Католическую церковь как «самую крупную и самую богатую организованную группировку педофилов в истории человечества» и далее утверждает, что все католики разделяют вину за это: «В мире более миллиарда католиков — каждый шестой из ныне живущих — и каждый из них разделит Ад, широко открытый во время их смерти. И они ничего не могут с этим поделать».
Также Баптистская церковь Вестборо критикует и католицизм, и православие за почитание Девы Марии, святых, мощей, икон; Католическую церковь WBC обвиняет также в идолопоклонстве

##### К протестантизму
Кроме католической, Баптистская церковь Вестборо критикует несколько основных протестантских церквей, включая методистов, пресвитериан, лютеран, англикан и других баптистов. Про них на сайте WBC отмечается, что

… их проповедники уклоняются от своей ответственности за то, чтобы говорить людям правду о грехе, и вместо этого лгут им о том, что Гоподь их Бог от них требует. Если это ложь, то лжепророки сказали людям правду о том, что Бог говорит насчёт тех, кто понесёт грех за ближнего своего (Лев. 19:17—18), и не будет никаких торцов на сидениях, когда чаша минует их. Эти проповедники — не проповедники добродетели, они — учителя, льстящие слуху (2Тим. 4:3), которые рассчитывают на абсолютную библейскую безграмотность своих прихожан … «Священники насилуют мальчишек» — это, конечно, герметично; это обвинение против всех основных «христианских» церквей — против проповедников и членов, безо всякого исключения. Они все идут в Ад!
Оригинальный текст (англ.)...their preachers have shirked their responsibility to tell people the truth about sin, and instead lie to them about what the Lord their God doth require of them. If these lying, false prophets told people the truth about what God says regarding those who suffer sin upon their neighbor (Lev. 19:17–18), there wouldn't be any butts in the seats when the plate got passed. These preachers are not preachers of righteousness, they are teachers having itching ears (2Tim 4:3), and they absolutely count on the abysmal bible illiteracy of their parishioners ... "Priests rape boys" is indeed an air-tight, three word case against all of the mainline "christian" churches – their preachers and members, without exception. They are all going to Hell!

##### К Православной церкви
WBC утверждает, что православные христиане неотличимы от католиков. Православную церковь она критикует за почитание икон, усматривая в нём идолопоклонство. WBC критикует и почитание Девы Марии как Матери Божьей, говоря: «Ни в каком писании не сказано, что надо поклоняться изображению и целовать его … или молиться Марии! Она была человеком, которому Бог предопределил родить и вырастить Господа Иисуса Христа»

##### К древневосточным православным церквям
WBC также критикует Древневосточные православные церкви и утверждает, что Эфиопская православная церковь «основана на большой и жирной лжи» и практикует «странную смесь иудейских и языческих ритуалов».
Баптистская церковь Вестборо также заявляет, что поскольку православные церкви находятся в полном сопричастии друг с другом, они не являются «истинными новозаветными церквями», которые, по мнению WBC, должны быть «независимыми, местными, автономными и без всяких формальных связей с другими церквями». WBC осуждает учение об обожении или прославлении, поддерживаемое православными христианами, и призывает «прекратить прославлять тварное» (англ. Stop glorifying the creature!).

#### К исламу
В ответ на статью в журнале Newsweek, в которой утверждалось, что в лагере X-Ray (англ. Camp X-Ray) в Гуантанамо американские солдаты смыли в унитаз несколько копий Корана, Фред Фелпс написал:

Что если наши парни спустили в унитаз Кораны? Мы надеемся, что они сделали это. Вероятно, сделали; мы надеемся, что они смыли побольше. Мухаммед был развратником и педофилом, одержимым демоном, кто выдумал сатанинскую фантастику на 300 страниц: Коран! Так же, как свой американский развратник и педофил заполучил свою Книгу Мормона!
Оригинальный текст (англ.)So what if our guys flushed copies of the Quran down the toilet? We hope they did. They probably did; We hope they flush more. Mohammed was a demon-possessed whoremonger and pedophile who contrived a 300-page work of Satanic fiction: The Quran! Like America's own whoremonger and pedophile wangled his own hokey Book of Mormon!

В отношении войны в Ираке, была листовка WBc с надписью: «Америка бомбила нашу церковь СВУ, изготовленным студентами-гомиками… Теперь Бог, в его карающем гневе, убивает американцев мусульманскими СВУ: „Не прикасайтеся к помазанным Моим, и пророкам Моим не делайте зла“ (1Пар. 16:22)».
В вышедшем в 2011 году фильме «Самая ненавистная семья Америки в кризисе» Джоэл Фелпс говорила в интервью, что она вместе с другими членами WBC публично сожгла Коран и назвала его «идолопоклонским мусором» (англ. idolatrous piece of trash), в то время как мусульманин ругался на неё за это, но Джоэл считает, что это есть «то уважение, которое он [Коран] заслуживает» (proper respect that it deserves). На следующей неделе WBC устроила пикет на похоронах жены мусульманина. Джоэл Фелпс считает, что эта смерть произошла в том числе потому, что муж покойной выступал против Баптистской церкви Вестборо, чем отвергал Бога и призывал на себя «справедливый суд». Потом Джоэл Фелпс добавила: «всем этим мелким сердитым мусульманам остаётся только закрыть свои рты» (all those angry little Muslims can just shut their mouths).

#### К индуизму
На веб-странице «Бог ненавидит Индию» (God Hates India) Баптистская церковь Вестборо записала: «80% населения Индии заявляет о том, что исповедует индуизм. Достаточно. Страна исполнена идолопоклонства, и неизбежный результат — то, что среди народа полно гомиков и допускающих гомосексуальность, потому что это то, что случается, когда вы отступаете от Живого Бога!»; далее она призывает жителей Индии прекратить служить лжебогам и обратиться в христианство.

#### К иудаизму
В FAQ Баптистской церкви Вестборо про евреев/иудеев даётся такой ответ на вопрос:

Настоящие евреи — это только христиане. Остальные люди, называющие называют себя евреями, таковыми не являются — они типичные нераскаявшиеся грешники, и не более того … подавляющее большинство таких евреев поддерживает гомиков. По факту, это официальная политика сторонников реформированного иудаизма — поддерживать однополый брак. Конечно, они евреи, которые по-прежнему верят в закон Божий, но большинство отступили даже от него. Но это неважно, еврей Вы или нееврей … пока Вы верите во Христа.
Оригинальный текст (англ.)The only true Jews are Christians. The rest of the people who claim to be Jews aren't, and they are nothing more than typical, impenitent sinners ... the vast majority of Jews support fags. In fact, it is the official policy of Reformed Jews to support same-sex marriage. Of course, there are Jews who still believe God's law, but most of them have even departed from that. It doesn't matter if you're a Jew or a Gentile...as long as you believe in Christ.

Члены WBC также обвиняют евреев в убийстве Христа, ссылаясь на 1Фес. 2:14–15.
В 1996 году Фелпс начал пропагандистскую кампанию под названием «Холокост баптистов Топики» (англ. Topeka's Baptist Holocaust), посредством которой пытался привлечь внимание к нападениям на пикетчиков из WBC, утверждая, что они не случайны, а устроены евреями и гомосексуалами, и выдвинул лозунги: «Евреи убили Христа» и «Гомосексуально-еврейские нацисты хуже обычных нацистов. У них больше опыта. Первый Холокост был устроен евреями против христиан. Последний Холокост устроили евреи Топики против Баптистской церкви Вестборо»
Он же утверждал, что «евреи Топики сегодня побуждают тиранов Канзаса преследовать баптистов Вестборо. Они плачутся о нацистском Холокосте, совершая тем временем Холокост в Топике».
25 марта 2006 года WBC распространила листовку, написанную Фелпсом против его еврейских недругов, в которой словосочетание «кровавый еврей» (англ. bloody Jew) встречалось четыре раза, а «злой еврей» (evil Jew) — чаще, чем один раз на 12 предложений. Антидефамационная лига выступила с резкой критикой Баптистской церкви Вестборо и лично Фреда Фелпса и поместила копию листовки на своём веб-сайте.
WBC считает Холокост Божьим наказанием евреев.

### Отношение к расизму
Основатель церкви Фред Фелпс был ветераном «Движения за гражданские права чернокожих в США» в 1960-х годах. Баптистская церковь Вестборо осуждает расизм и физическое насилие, практикуемые неонацистскими группировками и Ку-клукс-кланом: «Мы не верим в физическое насилие любого рода, и Писание не одобряет расизм. … В этом мире только гомики — настоящие нацисты».
Прежде WBC осуждала отдельные нации и страны, например, итальянцев, которых они называли нацией «бандитского отродья извращенцев» (англ. mobster-breeding perverts) и Австралию — «землю проклятых содомитов» (land of the sodomite damned).
Вестборо объявляла о планах пикетировать похороны Нельсона Манделы — крупнейшего деятеля Движения против апартеида — утверждая, что он отправился в ад за прелюбодеяние, выразившееся в том, что он повторно женился после развода. Также WBC осуждала Нидерландскую реформатскую церковь за поддержку апартеида.

### Отношение к Бараку Обаме
Баптистская церковь Вестборо считает Барака Обаму Антихристом и одним из лиц «нечестивой троицы»; другим они считают бывшего Папу римского Бенедикта XVI, которого рассматривают как лжепророка из Откровения; третье лицо «нечестивой троицы» — сам Сатана. Мерджи Фелпс, дочь Фреда Фелпса и адвокат Баптистской церкви Вестборо, в интервью Fox News Channel безапелляционно заявила, что Обама «абсолютно» идёт в ад, и что он «скорее всего, и есть тот Зверь, о котором сказано в Откровении» (англ. most likely the Beast spoken of in the Revelation), а его президентво — знак Апокалипсиса.

### Музыкальные пародии
Баптистская церковь Вестборо записала и опубликовала пародии на многие известные популярные песни, такие как «Happy», «I Write Sins Not Tragedies», «Hey Jude» и «Come Together». В этих пародиях оригинальные тексты песен заменялись на гомофобные, антисемитские, иногда антикатолические тексты, а также пропаганду WBC. Уполномоченный по публичной информации (англ. Public Information Officer) Баптистской церкви Вестборо Стив Дреин (Steve Drain) в интервью Vice News отметил: «Когда мы выбираем песни, мы действительно думаем про наиболее популярные. В том и состоит идея, что из этого наиболее мейнстримного материала мы создаём пародии для проповеди» (англ. When we make our choice of songs, that really revolves around mostly popularity. Its mostly mainstream stuff, the whole idea of our doing parodies is to preach).

## Реакция на действия

### Законы против акций протеста на похоронах
В ответ на акции протеста на похоронах в Индиане генеральная ассамблея штата запретила проведение акций протеста на расстоянии ближе 500 футов (150 метров) от похоронной процессии; нарушение этого запрета стало уголовным преступлением, наказуемым до трёх лет лишения свободы со штрафом до 10 000 $. Незадолго до принятия этого закона члены Вестборо угрожали устроить акцию протеста в городе Кокомо на похоронах убитого в Ираке солдата. Закон был принят единогласно 11 января 2006 года; в Кокомо на этих похоронах или после них члены WBR не появились. 23 мая 2006 года подобный закон принял штат Мичиган; любое умышленное воспрепятствование проведению похорон или проведение акций протеста ближе 500 футов от похоронной процессии были криминализованы и в этом штате.
В штате Иллинойс 11 мая 2006 года был принят «Senate Bill 1144 „Let Them Rest In Peace Act“», установивший уголовную ответственность за проведение акций протеста на похоронах погибших военнослужащих или ближе 200 футов от них; за первое нарушение полагалось до 30 дней тюремного заключения со штрафом до 1500 $, за повторные — до трёх лет в тюрьме штата и штраф до 25 000 $.
29 мая 2006 года президент США Джордж Буш подписал Respect for America's Fallen Heroes Act, запрещающий проведение акций протеста ближе 300 футов (100 метров) от входа на любое кладбище, подконтрольное United States National Cemetery System во время проведения похорон, а также за час до их начала и в течение часа после их окончания; за такие действия следовал штраф до 100 000 $ и тюремное заключение сроком до одного года. Этот законопроект получил необычайную поддержку депутатов от обеих партий в Палате представителей (408 «за», 3 «против», 21 не голосовал) и единодушное одобрение Сената.
11 января 2011 года штат Аризона в срочном порядке принял закон, запрещающий протестные акции на любых похоронах в любом месте штата, в связи с тем, что 12 января проводились похороны жертв покушения на Габриэль Гиффордс.
2 августа 2012 года Конгресс США принял федеральный закон, расширяющий запрет на проведение акций протеста на похоронах военнослужащих: теперь «запретное время» начиналось за два часа до начала погребальной церемонии и завершалось через два часа после её окончания; в это время протестующим было запрещено находиться ближе ста метров от похоронной процессии или жилища семьи покойного.

### Решение Верховного суда США
Основная статья: Снайдер против Фелпса (англ. Snyder v. Phelps)
10 марта 2006 года WBC провела пикет на похоронах младшего капрала морской пехоты Мэтью А. Снайдера (Matthew A. Snyder), которые проходили в городе Уэстминстер штата Мэриленд. Полиция, чтобы разделить протестующих и участников похорон, выставила оцепление на расстоянии примерно 30 метров от храма, в котором проходила панихида, за полчасас до её начала. 5 июня того же года семья Снайдера подала в суд заявление о клевете (англ. defamation), вторжении в частную жизнь (invasion of privacy) и умышленном причинении эмоционального страдания (intentional infliction of emotional distress). С этого начался громкий судебный процесс, названный «Снайдер против Фелпса», истцом в котором был Альберт Снайдер (Albert Snyder), отец покойного Мэтью Снайдера, ответчиками — Фред Фелпс (Fred W. Phelps, Sr.), Баптистская церковь Вестборо (Westboro Baptist Church, Inc.), Ребека Фелпс-Дэвис (Rebekah Phelps-Davis) и Ширли Фелпс-Ропер (Shirley Phelps-Roper). Истец обвинил ответчиков в том, что они распространили через Интернет информацию, позорящую его семью, включая утверждения о том, что якобы Альберт и его жена «растили [Мэтью] для дьявола» и учили его «бросать вызов его Создателю, разводиться и прелюбодействовать». В других утверждениях ответчиков содержалось обвинение в том, что родители воспитывали сына в католичестве. Впоследствии Снайдер также подал жалобу на ответчиков за то, что они вторглись на похороны его сына и устроили там акцию протеста. Основанием для обвинений во вторжении в частную жизнь и в клевете явились комментарии на веб-сайте Баптистской церкви Вестборо; суд отклонил эти обвинения, сославшись на Первую поправку к Конституции США. По остальным трём пунктам рассмотрение дела продолжалось.
На суде Альберт Снайдер заявил, что

Они превратили эти похороны в цирк для журналистов, они хотели оскорбить мою семью. Они хотели, чтобы их сообщение было услышано, и ради этого были готовы переступить через кого угодно. Мой сын должен был быть погребён с достоинством, а не в окружении компании клоунов.
Оригинальный текст (англ.)They turned this funeral into a media circus and they wanted to hurt my family. They wanted their message heard and they didn't care who they stepped over. My son should have been buried with dignity, not with a bunch of clowns outside.

Судья округа Ричард Д. Беннет (англ. Richard D. Bennett) в своей инструкции для жюри отметил, что гарантированная Первой поправкой свобода слова имеет ограничения, и не распространяется на грубые, оскорбительные и шокирующие высказывания, и потому жюри должно решить: «могли ли действия ответчиков быть крайне оскорбительными для разумного человека, экстремальными, возмутительными; являлись ли эти действия настолько оскорбительными и шокирующими, что вышли за рамки защищаемого Первой поправкой».
31 октября 2007 года Баптистская церковь Вестборо, Фред Фелпс и две его дочери: Ширли Фелпс-Ропер и Ребекка Фелпс-Дэвис — были признаны ответственными за вторжение в частную жизнь и умышленное причинение эмоциональных страданий. Федеральное жюри присудило Снайдеру 2,9 млн. долларов в качестве компенсации ущерба, а позднее — ещё 6 миллионов штрафной компенсации (англ. punitive damages) за вторжение в частную жизнь и ещё 2 миллиона за причинение эмоциональных страданий (всего 10 900 000 $). Баптистская церковь Вестборо, проиграв этот суд, всё равно заявила, что не будет менять своего послания и благодарна за публичность, которую ей принёс вердикт суда.
Ответчики безуспешно пытались обжаловать вердикт на основании нарушений в ходе судебного разбирательства (якобы имевших место предвзятых высказываний судьи и нарушений «правила кляпа» адвокатом истца), подали апелляцию.
4 февраля 2008 года судья Ричард Беннетт оставил в силе прежнее решение, но снизил штрафные компенсации с 8 до 2,1 млн. долларов, а общую сумму по иску — до 5 миллионов.
Для обеспечения исполнения иска было установлено право удержания на здания церкви и юридическую контору Фелпса.
24 сентября 2009 года федеральный апелляционный суд вынес решение в пользу Баптистской церкви Вестборо и отменил решение нижестоящего суда, определив, что проведение пикета вблизи похоронной процессии является проявлением защищаемой законом свободы слова, поскольку эта акция затрагивает «предметы публичного интереса, включая случаи гомосексуальности в армии, секс-скандалы в Католической церкви, политическое и нравственное поведение Соединённых Штатов и их граждан» и не нарушает приватность семьи военнослужащего. 30 мая 2010 года апелляционный суд обязал Альберта Снайдера выплатить Баптистской церкви Вестборо свыше 16 000 $ в качестве компенсации судебных издержек. Это решение суда получило широкую огласку в США, многие американцы поддержали Снайдера, свыше трёх тысяч из них обещали материально помочь ему с выплатой этой компенсации; политический комментатор Билл О’Райли заявил о готовности заплатить за Снайдера всю сумму 30 марта. «Американский легион» (англ. The American Legion) собрал 17 000 долларов в помощь Снайдеру.
8 марта 2010 года Верховный суд США истребовал дело «Снайдер против Фелпса» (Docket No. 09-751, March 8, 2010).. 28 мая того же года лидер большинства в Сенате Гарри Рид и ещё 42 сенатора подписали записку по делу как amicus curiae для Верховного суда с поддержкой Снайдера. Первого июня генеральный прокурор Канзаса Стивен Сикс (англ. Stephen Six) отдельно от них написал другую записку по делу, в которой тоже поддержал позицию Снайдера. К нему присоединились генеральные прокуроры 47 других штатов и округа Колумбия, и только генпрокуроры штатов Мэн и Вирджиния не поддержали. Свои записки amicus curiae составили несколько новостных средств массовой информации и несколько правозащитных организаций, включая Американский союз защиты гражданских свобод, Reporters Committee for Freedom of the Press и ещё двадцать одна журналистская организация.
Тем не менее, 2 марта 2011 года Верховный суд США восемью голосами против одного принял решение в пользу Фелпса. Председатель суда Джон Робертс, выражая позицию большинства членов суда, написал:

То, что высказала Вестборо, в полном контексте того, как и где они решили высказать это — даёт право на «особую защиту» в соответствии с Первой поправкой, и такая защита не может быть преодолена решением жюри, посчитавшего пикетирование возмутительным.
Оригинальный текст (англ.)What Westboro said, in the whole context of how and where it chose to say it, is entitled to 'special protection' under the First Amendment and that protection cannot be overcome by a jury finding that the picketing was outrageous.

Сэмюэль Алито — единственный из судей Верховного суда США, проголосовавший против этого решения — заявил, что Снайдер всего лишь хотел «спокойно похоронить своего сына», а протестующие «брутально атаковали» Мэтью Снайдера с целью привлечения общественного внимания. «Наша общенациональная глубокая приверженность свободному и открытому обсуждению не является разрешением на такие злобные оскорбления и словесные угрозы, которые имели место в этом случае» — также сказал он.

### Другие юридические ответы
14 июля 2006 года в Манди Тауншип (англ. Mundy Township) (Мичиган) WBC была оштрафована на 5000 долларов. Перед тем 28 июня Вестборо уведомила власти этого муниципального образования об акции протеста, которую планировалось провести около Swartz Funeral Home. По словам начальника местной полиции, этот штраф был назначен за то, что конгрегация не поддерживала вербальный контакт в целях безопасности. Дочь Фреда Фелпса говорила, что Святой Дух сказал им не лететь в Мичиган, хотя билеты на самолёт уже были куплены. На похоронах Уэбба (Webb) были приняты серьёзные меры безопасности; на месте несостоявшейся акции протеста дежурили 15 пожарных машин и множество полицейских, вызванных из соседних территорий.

### Запрет на въезд в Канаду
В августе 2008 года власти Канады узнали о том, что WBC намеревается провести акцию протеста на похоронах жителя Виннипега Тима Мак-Лина (Tim McLean), зверски убитого в автобусе. Этим протестующие хотели донести сообщение о том, что убийство этого мужчины было Божьим наказанием канадцев за легализацию абортов, гомосексуальности, разводов и повторных браков. В ответ на это Канада закрыла въезд членам Баптистской церкви Вестборо.

### Запрет на въезд в Соединённое Королевство
В феврале 2009 года в британских новостных изданиях появилось сообщение о том, что WBC планирует 20 февраля устроить пикет на съёмках фильма «Проект Ларами» в центральной студии Колледжа королевы Марии (англ. Queen Mary's College, Basingstoke) в городе Бейзингстоук (англ. Basingstoke) графства Гэмпшир, о чём открыто заявляет на своём сайте. Это должен был быть их первый пикет в Соединённом Королевстве.
Узнав о готовящейся акции протеста, отдельные депутаты британского парламента, лоббистские группы и представители ЛГБТ обратились к министру внутренних дел Джеки Смит с просьбой не допустить въезда в страну членов WBC, возбуждающих ненависть к ЛГБТ. 18 февраля 2009 года, за два дня до намечавшегося пикета, Хоум-офис объявил о том, что Фреду Фелпсу и Ширли Фелпс-Ропер персонально запрещается въезд в Соединённое Королевство за их «неприемлемое поведение, возбуждающее ненависть к ряду сообществ», и остальным членам Баптистской церкви Вестборо также может быть отказано во въезде, если они попробуют посетить Британию.
Против WBC выступил также ряд религиозных деятелей Соединённого Королевства. Шесть религиозных групп — Союз баптистов Великобритании (Baptist Union of Great Britain), Евангелический альянс Соединённого Королевства (Evangelical Alliance UK), Faithworks, Методистская церковь Великобритании (Methodist Church of Great Britain), Объединённая реформатская церковь и аналитический центр «Теос» Британского библейского общества — 19 февраля 2009 года сделали совместное заявление о том, что они поддерживают решение британского правительства и осуждают деятельность Баптистской церкви Вестборо: «Мы не разделяем ненависти к лесбиянкам и геям. Мы верим, что Бог любит всех, независимо от сексуальное ориентации, и мы безоговорочно выступаем против их послания ненависти к этим сообществам».

### Контрпротесты

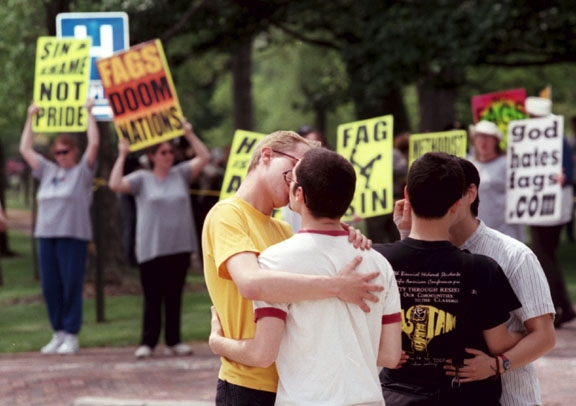
Студенты целуются перед протестующими из WBC. Оберлинский колледж, Оберлин, Огайо

На местах проведения Баптистской церковью Вестборо протестных акций нередко проводились контрпротесты. Иногда противники идей WBC строились в линию и поворачивались спиной к пикетчикам из этой церкви, выказывая своё презрение к ним.
В 1999 году кинорежиссёр Майкл Мур из-за убийства Мэтью Шепарда в предшествующем году устроил свою акцию протеста против гомофобии, которая была показана в телешоу «Ужасная правда» (англ. The Awful Truth). Майкл Мур путешествовал на своём «Содомобиле» (Sodomobile) — розовом автобусе, в котором ехали гомосексуальные мужчины и женщины — по тем штатам, где гомосексуальность тогда была запрещена. В одной из таких поездок Мур останавливался около Баптистской церкви Вестборо, встречался с Фредом Фелпсом и показывал ему «Содомобиль»
Через два дня после терактов 11 сентября 2001 года девятнадцатилетний мужчина Джаред Дейли (Jared Dailey) устроил одиночный пикет на углу улицы напротив здания WBC; в руках он держал лист фанеры с лозунгом «Не сегодня, Фред» (англ. Not today, Fred). За два дня к нему присоединились ещё 86 человек, которые несли американские флаги и лозунги против ненависти.
21 мая 2006 во время пикета в Сифорде (округ Сассекс штат Делавэр) один человек прорвался сквозь полицейские заграждения и набросился на члена Баптистской церкви Вестборо, который убежал в фургон полиции; возможно, у него были сообщники, поскольку обвинения были предъявлены пятерым.
Рано утром 2 августа 2008 года кто-то поджог гараж около Баптистской церкви Вестборо, причинив материальный ущерб на сумму около десяти тысяч долларов.
12 декабря 2008 года группа членов WBC пикетировала съёмки «Проекта Ларами» в Бостонском центре искусств (англ. Boston Center for the Arts). В ответ местные активисты запустили Интернет-марафон Phelps-A-Thon, им удалось собрать свыше 4600 долларов на проведение Driving Equality — акции протеста в защиту прав ЛГБТ.
В марте 2010 года в городе Ричмонд штата Виргиния была создана специальная группа для организации контрпротеста на ожидаемой акции протеста WBC против еврейских и ЛГБТ-организаций. Там тоже был устроен подобный марафон по сбору средства — Pennies In Protest — на котором удалось собрать около 14 000 долларов для тех самых организаций, против которых протестовала WBC.
30 ноября 2010 года ветеран армии США и инвалид Райан Ньюэл (Ryan Newell) был арестован в его внедорожнике, припаркованном около здания администрации города Уичито штата Канзас, внутри которого члены WBC проводили своё собрание. В том же внедорожнике были найдены оружие и амуниция, и Ньюэл был обвинён в нарушение законов об оружии и в подготовке к нанесению побоев с отягчающими обстоятельствами. Но 23 июня 2011 года Ньюэл был признан виновным в том, что он выдавал себя за сотрудника правоохранительных органов, и получил два года условно. Кроме наказания, он также получил известность и общественную поддержку, ему удалось собрать в виде пожертвований некоторые средства на оплату адвокатов.
11 декабря 2010 года, в день похорон Элизабет Эдвардс, общественная группа «Линия любви» (англ. Line of Love) собиралась вывести около двухсот протестующих на северную сторону улицы Вест Эдентон (англ. West Edenton Street) в городе Роли (Северная Каролина) в то время, когда 10 членов WBC пикетировали на южной стороне этой же улицы в двух кварталах от похоронной процессии. Покойная не нравилась членам Вестборо тем, что толерантно относилась к геям. WBC на той акции «несли известие об опасности гомосексуальности», «Линия любви» агитировала за уважительное отношение к похоронам.
24 февраля 2011 года хактивисты сумели нарушить работу веб-сайта Баптистской церкви Вестборо. Церковь обвинила в этом «Анонимус», но те отрицали свою причастность и обвиняли в этом другого анонимного хактивиста — Джестера (англ. The Jester). Во время дебатов в прямом эфире на «Шоу Дэвида Паркмана» (англ. The David Pakman Show) Ширли Фелпс-Ропер спорила с ещё одним хактивистом — Topiary из хакерской группы LulzSec. Фелпс-Ропер сказала, что «Анонимус» не могут «остановить послание Бога», после чего Topiary вместе с сообщниками перехватил контроль над одним из поддоменов Вестборо прямо во время телепередачи.
16 сентября 2011 года члены Вестборо пикетировали концерт рок-группы Foo Fighters в городе Канзас-Сити штата Миссури. В ответ эта группа медленно проехала в открытом кузове грузовика прямо перед протестующими. Музыканты были одеты в гомоэротические наряды и исполняли песню Keep It Clean со множеством гомосексуальных отсылок и намёков — пародию на их же вирусный видеоклип Hot Buns. В середине песни ведущий певец Дэйв Грол произнёс речь за равенство и толерантность. На следующий день Foo Fighters выложили видеозапись этого своего экспромта на YouTube.
После того, как WBC объявила о предстоящем 14 декабря 2012 года пикетировании похорон жертв стрельбы в школе Сэнди, хактивисты из «Анонимус» устроили DDOS-атаку на сайт Баптистской церкви Вестерборо GodHatesFags.com, заявив: «мы будем продолжать DDOS, пока они не будут вынуждены истратить всю свою родную церковную десятину на оплату пропускной способности» (англ. We will continuously DDOS until they are forced to put their inbred church tithes to use to pay for bandwidth). Одновременно «Анонимус» опубликовала список членов Баптистской церкви Вестерборо с персональными данными и контактами большинства из них.
В том же 2012 году Аарон Джексон (Aaron Jackson), один из основателей фонда Planting Peace, намеренно купил дом через улицу от главного здания Баптистской церкви Вестборо для того, чтобы использовать тот дом в целях поддержки ЛГБТ. В марте 2013 года дом был назван «Домом равенства» (англ. Equality House) и окрашен в цвета радужного флага гей-прайдов.
14 июля 2013 года члены общественно-религиозной группы «Сатанинский храм» устроили на могиле матери Фреда Фелпса «розовую мессу» (англ. pink mass), которая, по их заявлению, посмертно превратит эту женщину в лесбиянку.
Через одну из сатирических страниц на Facebook удалось собрать 80 000 долларов на установку в Топике билборда с лозунгом «Бог любит геев» (англ. God Loves Gays), который был установлен и вызвал бурные обсуждения 8 сентября 2014 года.